# Jiřice u Miroslavi
Jiřice u Miroslavi – gmina w Czechach, w powiecie Znojmo, w kraju południowomorawskim. Według danych z dnia 1 stycznia 2014 liczyła 417 mieszkańców.